# Сражение при Мескирхе
Сражение при Мескирхе (нем. Schlacht bei Meßkirch) – одно из сражений Войны второй коалиции на дунайском ТВД. Наступающие французские войска генерала Моро в третий раз за два дня нанесли поражение австрийской армии фельдмаршал-лейтенанта Края.
После побед французская армия Моро простояла у Штоккаха и Энгена и воздерживалась от преследования противника. Вечером 3 мая австрийские войска Края отошли на новые позиции в районе Мескирха и Тутлингена. Французский корпус под командованием генерала Сент-Сюзанна с 18 батальонами и 33 эскадронами отправился в погоню на левом берегу Дуная в направлении Гайзингена. Моро думал, что австрийцы уже полностью отступили в Гайзинген, и был удивлен, обнаружив войска Края все еще к югу от Дуная. Войска Лекурба и Сен-Сира столкнулись с противником у Мескирха и Тутлингена. Тутлинген был взят без боя корпусом Сен-Сира, который, ожидая дальнейших распоряжений, занял здесь позицию. 
Тем временем корпус Лекурба 4 мая у Мескирха вступил в сражение против примерно 30 000 австрийцев, занявших очень выгодную позицию над Тальбахом. Внешние фланги простирались от городов Альтхейм до Хойдорф, а несколько батарей контролировали подступы от Крумбаха к Мескирху. Фельдмаршал Науендорф командовал в центре по обеим сторонам Хойдорфа. Австрийские дивизии под командованием графа Дьюлая и эрцгерцога Фердинанда образовали правое крыло между Ворндорфом и Нойхаузен-об-Эк. Пфальцско-баварская бригада под командованием генерала Вреде действовала в качестве резерва и была выдвинута во время сражения для поддержки атакованной дивизии эрцгерцога Фердинанда с позиций возле Буххайма до Тальхейма.
В этот момент Моро все еще находился в Штоккахе, поэтому войсками командовал старший по званию генерал Лекурб. Лекурб послал справа дивизию Вандамма с бригадой Молитора во главе через Клостервальд, чтобы окружить австрийские позиции у Мескирха, а одна бригада прикрывала открытый фланг на востоке. Дивизии генералов Монришара и Лоржа шли в центре через Крумбах, откуда дивизия Лоржа повернула налево в сторону Альтхейма. На левом фланге бригада Бонтемпа приближалась к Битингену через Швандорф. Наступление разрозненных дивизий шло безостановочно. Первая дивизия резервного корпуса генерала Дельма еще не подошла, а остальных нельзя было ожидать до вечера.  
Мескирх был взят штурмом около 13:00 частями Монришара и Вандама. Не выдержав атаки французов на Мескирх, войска принца Водемона были вынуждены отступить к высотам Рордорфа. Генерал Лекурб определил ключевую точку позиции противника в деревне Хойдорф и несколько раз приказывал дивизии генерала Лоржа штурмовать это место. Графу Науэндорфу также пришлось вывести свои войска из Хойдорфа. Край лично отправился в Тальхейм, чтобы оттуда повести свой резерв против фланга дивизии Лоржа, которая прорвалась в Хойдорф. 
Контратака Края у Альтхейма, Хёльцле и Битингена еще готовилась, когда генерал Моро прибыл в Крумбах с двумя дивизиями и сам принял командование. Затем центр сражения сосредоточился между Битингеном и Хойдорфом; до вечера две армии нерешительно стояли друг против друга. Прибытие в Болл третьей дивизии под командованием Ришпанса позволило нанести по австрийским позициям одновременный фронтальный и фланговый удар. Наступившая темнота спасла австрийцев от полного поражения и позволила им отступить на север.
6 мая войска Края отступили на левый берег Дуная у Зигмарингена, а Моро продолжил наступление по правому берегу Дуная. Приближающиеся подкрепления под командованием фон Кинмайера и Антона Старая поддержали боеспособность австрийской армии. 